# Naissance en 1255
Naissance
- 1251
- 1252
- 1253
- 1254
- 1255
- 1256
- 1257
- 1258
- 1259

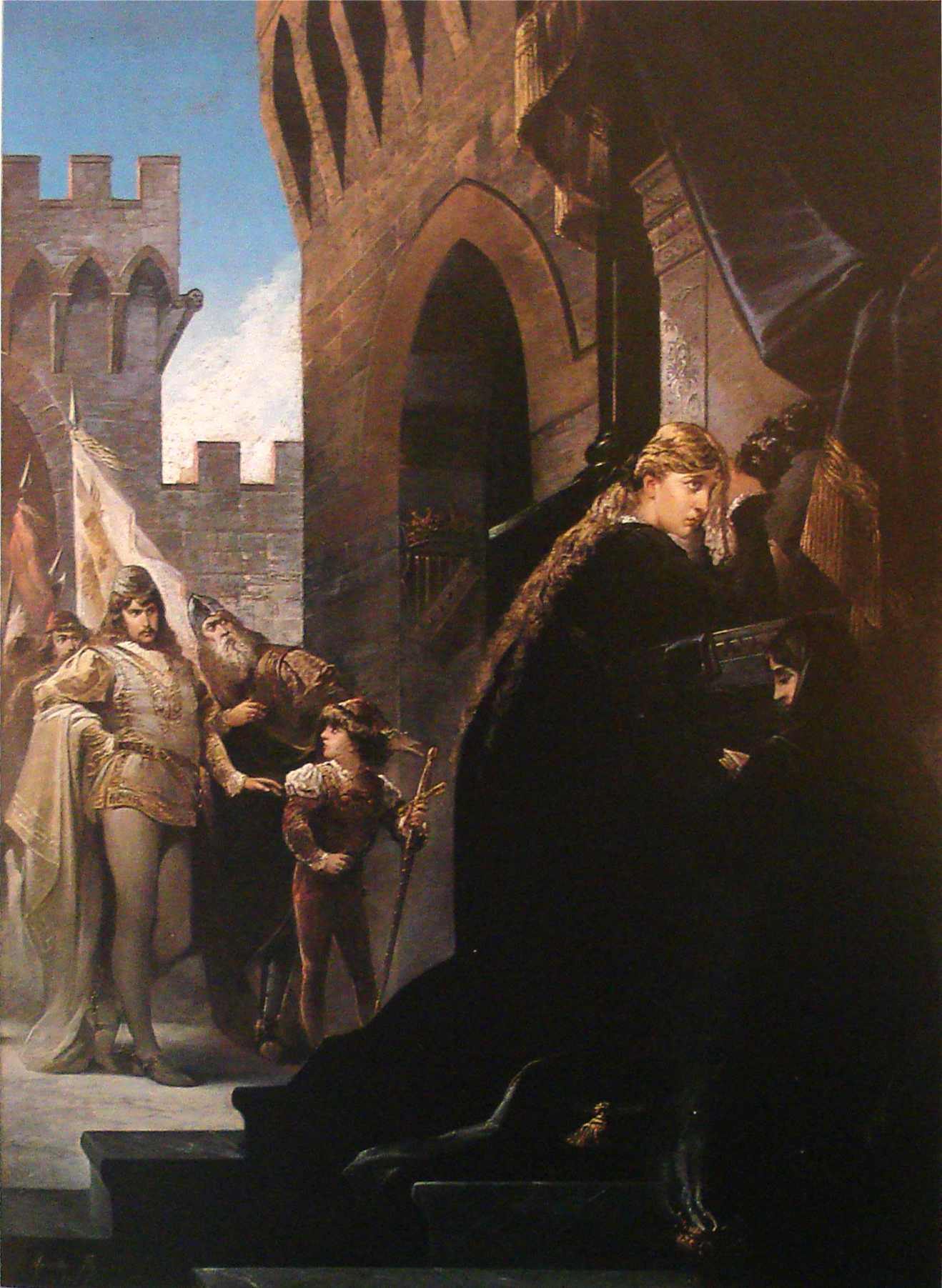
Francesca da Rimini, née en 1255.

Cette page dresse une liste de personnalités nées au cours de l'année 1255 :
- 23 octobre : Ferdinand de la Cerda, infant, prince héritier de Castille et León.

- Albert Ier du Saint-Empire, duc d'Autriche et de Styrie, d'abord conjointement avec son frère Rodolphe II, puis avec son propre fils Rodolphe III.
- Ibrahim El-Dessouki, imam égyptien, fondateur de l'ordre soufi Dessouki.
- Lorenzo Maitani, architecte et sculpteur italien.
- Sibylle de Baugé, comtesse de Savoie.
- Takaoka Muneyasu, shugodai de la province d'Oki.

date incertaine (vers 1255)
- Francesca da Rimini, noble italienne, dont les amours tragiques ont été immortalisés par Dante Alighieri dans La Divine Comédie.
- Pierre Dubois, avocat du Roi dans le bailliage de Coutances pour les affaires ecclésiastiques.
- Florent de Hainaut, prince d'Achaïe (Morée).
- Henri II de Vaudémont, comte de Vaudémont et d'Ariano.
- Renaud Ier de Gueldre, dit le Querelleur, comte de Gueldre et de Zutphen et duc de Limbourg.